# Dialekt attycki

Zasięg dialektów języka greckiego ok. 400 r. p.n.e.

Dialekt attycki – jeden z głównych dialektów klasycznego języka greckiego, w okresie klasycznym rozpowszechniony w Attyce i na północnych wybrzeżach Morza Egejskiego. Najbardziej zbliżony do dialektu jońskiego, wraz z którym tworzy grupę jońsko-attycką. Dialekt ten w swoim wczesnym stadium zaświadczony jest już w grece archaicznej okresu homeryckiego (ok. VIII wiek p.n.e.) – pojawia się sporadycznie w Iliadzie i Odysei. W dialekcie attyckim powstała większość dzieł poetów i pisarzy okresu klasycznego, jest to też język starożytnych mówców ateńskich. Na dialekcie attyckim opiera się też w znacznej mierze późniejsza greka koine, używana w okresie hellenistycznym.

## Cechy charakterystyczne
Do charakterystycznych cech dialektu attyckiego należą:
W zakresie wymowy:
- Zachowanie pierwotnego długiego ᾱ (ā) po ι, ρ, ε (i, r, e) – tzw. α purum – w pozostałych dialektach często zmienionego w η (ē), np. att. ἱστωρία (histōría), joń. ἱστωρίη (histōríē)[1] – „historia”. Pozorne wyjątki wynikają z pośrednich zmian językowych, np. att. κόρη ← *κόρϜη ← *κόρϜα („młoda dziewczyna”);
- Występowanie geminaty ττ (tt) w miejsce σσ (ss), np. att. γλῶττα (glōtta), joń. γλῶσσα (glōssa) – „język”.
- Utrata głoski [w], zapisywanej digammą (Ϝ), jeszcze w czasach przedhistorycznych, np. att. καλός (kalós), eol. beoc. καλϜός (kalwós) – „piękny”.
- Zmiana τ (t) w σ (s) przed ι oraz υ (i oraz y), np. eol. beoc. Εὔτρητις (Eutrētis) → att. Εὔτρησις (Eutrēsis – miasto w Beocji); dor. τύ (tý), att. σύ (sý) – „ty” (zaimek). Cechę tę dialekt attycki dzieli z kilkoma innymi dialektami.
- Dodawanie w niektórych wypadkach końcowego -ν do wyrazów z wygłosem samogłoskowym w pozycji poprzedzającej wyraz z samogłoską w nagłosie. Dotyczy to m.in. samogłoskowych końcówek rzeczownika w bierniku i celowniku oraz niektórych form osobowych czasownika. Przykład: ταῖς γυναιξί λέγω (taís gynaiksí légō) – „mówię kobietom”, ale: ταῖς γυναιξίν ἔλεγον (taís gynaiksín élegon) – „mówiłem kobietom”. Cechę tę dialekt attycki dzieli z jońskim.
- Konsekwentna kontrakcja samogłosek (zob. niżej).

W zakresie morfologii:
- tendencja do zamiany końcówki -στηρ (-stēr) na -στης (-stēs) na oznaczenie wykonawcy czynności, np. δικαστής (dikastēs) w miejsce δικαστήρ (dikastēr) – „sędzia”.
- attycka końcówka przymiotnika -ειος (eios) i odpowiadająca mu końcówka rzeczownika -εία (-eia), dwusylabowe z dyftongiem, w miejsce trójsylabowych końcówek -ηιος (ēíos), -ηία (ēía), np. att. πολιτεία (politeía), dor. kret. πολιτηία (politēía) – „ustrój państwowy” (obydwie formy pochodzą z πολιτεϜία /politewía/ w grece archaicznej i wykształciły się po zaniku głoski [w]).

### Kontrakcje
W dialekcie attyckim i jońskim występuje zjawisko kontrakcji samogłosek na granicy rdzenia i końcówki fleksyjnej niektórych rzeczowników, czasowników i przymiotników. Ściągnięta samogłoska wymawiana była zawsze w tonie wznosząco-opadającym (w piśmie oznaczanym za pomocą akcentu przeciągłego) z wyjątkiem przymiotników złożonych oraz niektórych form czasowników kontrahowanych (zob. niżej). W tekstach pisanych w dialekcie attyckim kontrakcje konsekwentnie się pojawiają, podczas gdy w dialekcie jońskim używane są zarówno formy ściągnięte, jak i opisowe.

#### Rzeczowniki kontrahowane
- Deklinacja I – rzeczowniki kontrahowane (nomina contracta) deklinacji pierwszej mają temat zakończony na -αα (-aa) lub --εα (-ea). Po przyłączeniu samogłoski fleksyjnej dochodzi do kontrakcji według następującego schematu:

| α + α → α   | ε + α → η   |
| α + ᾳ → ᾳ   | ε + ᾳ → ῃ   |
| α + αι → αι | ε + αι → αι |
| α + ω → ω   | ε + ω → ω   |
|             | ε + ου → ου |

Przykład: γέα (géa) → γῆ (gē) – „ziemia”;
- Deklinacja II – rzeczowniki kontrahowane deklinacji drugiej mają temat zakończony na -οο (-oo) i -εο (-eo). Kontrakcje następują według podanego niżej schematu:

| ο + ε → ου  | ε + ο → ου  |
| ο + ο → ου  | ε + ου → ου |
| ο + ου → ου | ε + οι → αι |
| ο + ῷ → ῷ   | ε + ω → ω   |
| ο + οι → οι |             |

Przykład: ὀστέον (ostéon) → ὀστοῦν (ostún) – „kość”.

#### Przymiotniki kontrahowane
W dialekcie attyckim kontrakcji ulegają przymiotniki pierwszej i drugiej deklinacji zakończone na -εος (-eos) / -εα (-ea) / -εον (-eon) lub -οος (-oos) / -οη (-oe) / -οον (-oon). Kontrahują one zasadniczo według schematu dla rzeczowników I i II deklinacji z następującymi wyjątkami:
- końcówka rodzaju żeńskiego -εα (-ea) przechodzi w -ᾶ (-a) zamiast -ῆ (-ē) w pozycji po samogłosce lub -ρ- (-r-), np. πορφυρέα (porfyréa) → πορφυρᾶ (porfyrá) – „purpurowa”, ale regularnie: χρυσέα (chryséa) → χρυσῆ (chrysē) – „złota”;
- zakończenia mianownika rodzaju nijakiego liczby mnogiej -εον (-eon) i -οον (-oon) ulegają kontrakcji do -ᾶ (-a) z wyjątkiem przymiotników złożonych z -νόος (-nóos), -πλόος (-plóos) i -ρόος (-róos), które zatrzymują formę opisową, np. εὔνοος (eúnoos) → εὔνους (eúnus) – „życzliwy”, ale: εὔνοα (eúnoa) – „życzliwe” (mianownik l. mn. rodzaju nijakiego). Przy kontrakcjach tego typu przymiotników nie ulega zmianie miejsce i rodzaj akcentu.
- Wołacz zawsze jest równy mianownikowi

#### Czasowniki kontrahowane
W dialekcie attyckim ulegają kontrakcji czasowniki (tzw. verba contracta) o temacie zakończonym na -α, -ε lub -ο (-a, -e, -o). Kontrakcja przebiega według następującego schematu:
- Czasowniki z tematem zakończonym na -α (-a):

| α + ε → α  | α + ο → ω  |
| α + ει → ᾳ | α + ου → ω |
| α + η → α  | α + οι → ῳ |
| α + ῃ → ᾳ  | α + ω → ω  |

Przykład: ἀγαπάω (agapáō) → ἀγαπῶ (agapō) – „kocham”
- Czasowniki z tematem zakończonym na -ε (-e):

| ε + ε → ει  | ε + ο → ου  |
| ε + ει → ει | ε + ου → ου |
| ε + η → η   | ε + οι → οι |
| ε + ῃ → ῃ   | ε + ω → ω   |

Przykład: ζητέουσι (zētéusi) → ζητοῦσι (zētúsi) – „pragną”
- Czasowniki z tematem zakończonym na -ο (-o):

| ο + ε → ου  | ο + ο → ου  |
| ο + ει → οι | ο + ου → ου |
| ο + η → ω   | ο + οι → οι |
| ο + ῃ → οι  | ο + ω → ω   |

Przykład: ἐλευθερόῃ (eleutheróē) → ἐλευθεροῖ (eleutheroí) – „uwalniasz się” albo „jesteś uwalniany”
Uwaga: Jeśli akcent w formie opisowej czasownika pada na spółgłoskę tematyczną, a nie spójkę, wówczas pozostaje on bez zmian, w przeciwnym razie (jak w większości kontrakcji) przechodzi on w formach kontrahowanych w akcent przeciągły (oznaczający samogłoskę wymawianą w tonie wznosząco-opadającym). Na przykład: τιμάεις (timáeis) → τιμᾷς (timás), ale: ἐτίμαες (etímaes) → ἐτίμας (etímas).

### Deklinacja attycka

#### Rzeczownik
Niektóre rzeczowniki II deklinacji rodzaju męskiego i żeńskiego mają w dialekcie attyckim wydłużoną końcówkę tematu -ω- (-ō-) w miejsce końcówki -ο- (-o-), np. att. νεώς (neōs), joń. νηός (nēós) – „świątynia”. Rzeczowniki tej grupy odmieniają się według specjalnego wzorca, zwanego deklinacją attycką. Różnicę w odmianie dla rzeczowników rodzaju męskiego ilustruje poniższa tabelka.
|                        | νεώς (dialekt attycki) | νηός (dialekt joński) |
| Mianownik = wołacz lp. | ὁ (ὦ) νεώς             | ὁ (ὦ) νηός            |
| Dopełniacz lp.         | τοῦ νεώ                | τοῦ νηοῦ              |
| Celownik lp.           | τῷ νεῴ                 | τῷ νηῷ                |
| Biernik lp.            | τὸν νεών               | τὸν νηόν              |
| Mianownik = wołacz lm. | οἱ (ὦ) νεῴ             | οἱ (ὦ) νηοί           |
| Dopełniacz lm.         | τῶν νεών               | τῶν νηῶν              |
| Celownik lm.           | τοῖς νεῴς              | τοῖς νηοῖς            |
| Biernik lm.            | τοὺς νεώς              | τοὺς νηούς            |

#### Przymiotnik
Niektóre przymiotniki deklinacji II posiadają w dialekcie attyckim końcówkę -ως (-ōs) w miejsce -ος (-os) dla rodzaju męskiego i żeńskiego oraz -ων (-ōn) w miejsce -ον (-on) dla rodzaju nijakiego. Tworzy to charakterystyczny dla tej grupy wzorzec odmiany:
|                        | Rodzaj męski i żeński | Rodzaj nijaki |
| Mianownik = wołacz lp. | ἵλεως                 | ἵλεων         |
| Dopełniacz lp.         | ἵλεω                  | ἵλεω          |
| Celownik lp.           | ἵλεῳ                  | ἵλεῳ          |
| Biernik lp.            | ἵλεων                 | ἵλεων         |
| Mianownik = wołacz lm. | ἵλεῳ                  | ἵλεα          |
| Dopełniacz lm.         | ἵλεων                 | ἵλεων         |
| Celownik lm.           | ἵλεῳς                 | ἵλεῳς         |
| Biernik lm.            | ἵλεως                 | ἵλεα          |